# أولغا كالمان
أولغا كالمان (بالمجرية: Kálmán Olga) هي مراسلة ميدانية مجرية، ولدت في 23 فبراير 1968 في Monor ‏ في المجر.